# Усково (Вологодская область)
Усково — деревня в Кирилловском районе Вологодской области.
Входит в состав Ферапонтовского сельского поселения, с точки зрения административно-территориального деления — в Ферапонтовский сельсовет.
Расстояние по автодороге до районного центра Кириллова — 24,5 км, до центра муниципального образования Ферапонтово — 2,5 км. Ближайшие населённые пункты — Лещево, Лукинское-1, Щелково, Шишкино, Родино.
По переписи 2002 года население — 24 человека (12 мужчин, 12 женщин). Всё население — русские.